# Oud-Berchem

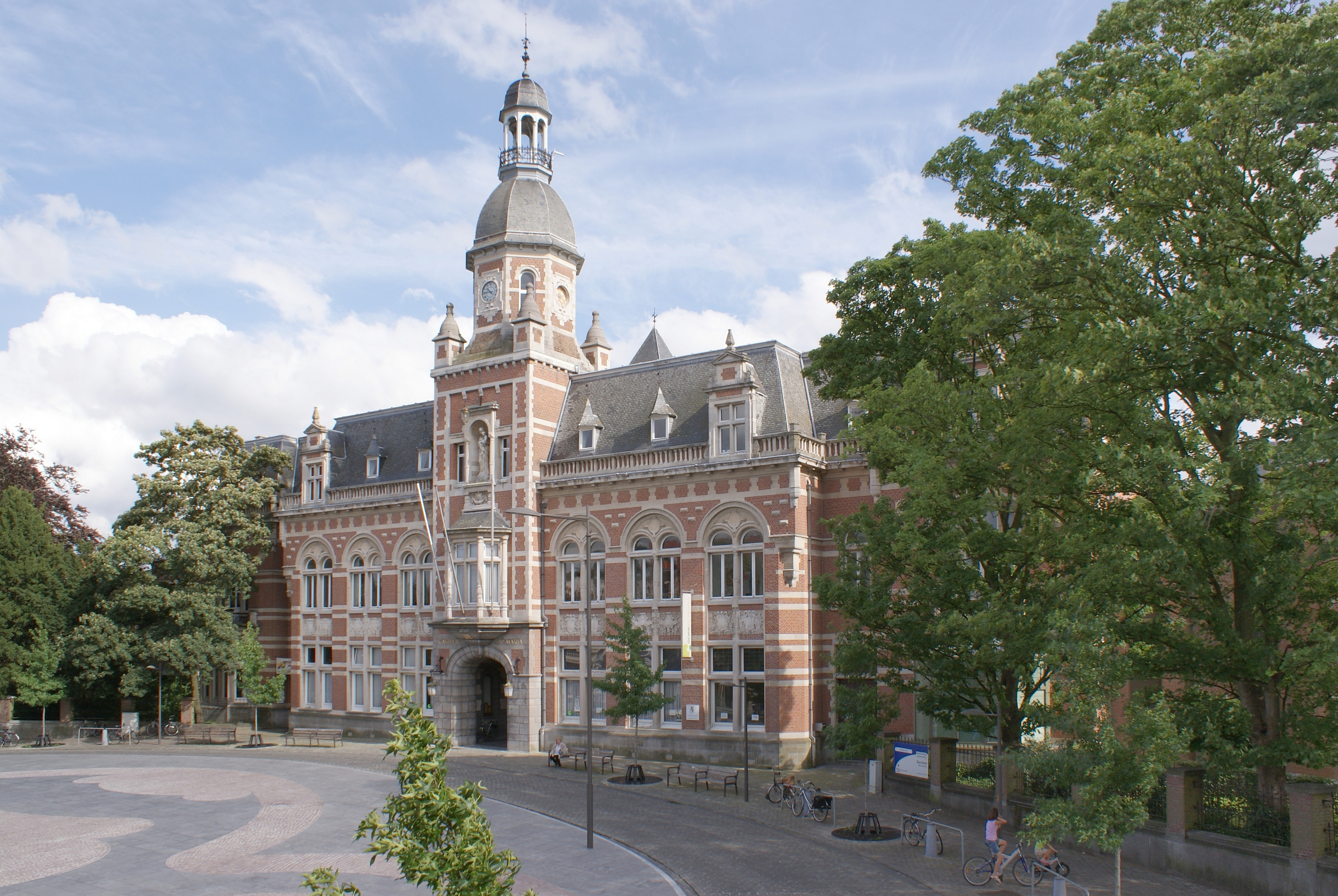
Het Rust- & Verzorgingstehuis Sint-Maria aan de Vredestraat in Oud-Berchem (2008)

Oud-Berchem is een wijk van Berchem, een plaats in en een district van de Belgische stad Antwerpen.

## Beschrijving
De westgrens van Oud-Berchem is sinds 1912 de Generaal Lemanstraat (voor 1912 was dit de Karel Oomstraat). Via de Prins Albertlei grenst Berchem in het noordwesten aan het Koning Albertpark, ook bekend als de warande, een voormalig Antwerps galgenveld en via de Boomgaardstraat grenst Berchem in het noorden met de Antwerpse wijk Haringrode. De Boomgaardstraat verwijst naar de voormalige Pride- of Boomgaardbeek, die sinds de overgang van de 7de naar de 8ste eeuw (ten tijde van Willibrord, Pepijn van Herstal en Karel Martel) de grens vormt tussen Berchem en Haringrode. Het station Antwerpen-Berchem wordt meestal samen met de Posthofbrug als de oostgrens van de wijk gezien, maar anderen willen ook het Berchemse deel van de wijk Zurenborg erbij rekenen, waarbij ze in conflict komen met claims van Antwerpen en Borgerhout op de rest van Zurenborg. Als zuidgrens van de wijk geldt de Antwerpse Ring R1, waarnaast het Ringbos en de spoorlijn 59 loopt, waarvan de laatste hier de eroev van de Joodse gemeenschap in Antwerpen vormt. Daar bevindt zich over de Binnensingel R10 ook de Wolvenberg, die via de Berchembrug over de Ring met de Brilschans verbonden is. Aan de Uitbreidingstraat stond tussen de Villegasstraat en de Berchembrug de Berchemsepoort, die samen met de Mechelsepoort aan de Willem Van Laarstraat een tweelingpoort vormde. Hier stond ook van de familie Berthout het feodale kasteel van Berchem en was de Willibrordusput te vinden. Bekende straten in Oud-Berchem zijn de Grotesteenweg, die tussen de Mechelsesteenweg in Antwerpen en de Mechelsebrug een noord-zuidverbinding vormt, en zijstraten ervan zoals de oostwest verlopende Vredestraat en de parallel ten noorden hiervan verlopende winkelas Driekoningenstraat/Statiestraat met zijn winkeliersvereniging: het Hart van Berchem. Over de Grotesteenweg in Berchem rijden de tramlijnen 7 en 15 met drie tramhalten: De Merode, Driekoningen (Berchem) en Sint-Willibrordus (Berchem).
In de wijk bevinden zich onder meer de Basiliek van het Heilig Hart, de Berchemse Sint-Willibrorduskerk, ook bekend als Berchemkerk of de oude kerk, en de Sint-Hubertuskerk. 